# Leśniczówka Seredzice
Leśniczówka Seredzice – Leśniczówka budynek mieszkalno-administracyjny Lasów Państwowych położona w miejscowości Seredzice Zawodziewojewództwie mazowieckim, w powiecie radomskim, w gminie Iłża